# Óxido de ciclohexeno
El óxido de ciclohexeno es un epóxido cicloalifático. Puede reaccionar en polimerización catiónica a poli(óxido de ciclohexeno). Como el ciclohexeno es monovalente, el poli(óxido de ciclohexeno) es un termoplástico.

## Producción
El óxido de ciclohexeno se produce en una reacción de epoxidación a partir del ciclohexeno. La epoxidación puede tener lugar en una reacción homogénea mediante perácidoso en catálisis heterogénea (por ejemplo, plata y oxígeno molecular).
En la producción industrial se prefiere la síntesis catalizada heterogéneamente debido a una mejor economía de átomos, una separación más sencilla del producto y un reciclaje más fácil del catalizador. En la bibliografía se ofrece un breve resumen y una investigación de la oxidación del ciclohexeno por peróxido de hidrógeno. Recientemente se ha descubierto que la oxidación catalítica del ciclohexeno por complejos de metalloporfirina (inmovilizados) es una forma eficaz.
En laboratorio, el óxido de ciclohexeno también puede prepararse haciendo reaccionar ciclohexeno con monoperoxiftalato de magnesio (MMPP) en una mezcla de isopropanol y agua como disolvente a temperatura ambiente.
Con este método pueden alcanzarse buenos rendimientos de hasta el 85 %.

## Propiedades y reacciones
El ciclohexeno se ha estudiado ampliamente mediante métodos analíticos. El óxido de ciclohexeno puede polimerizarse en disolución, catalizado por un catalizador ácido sólido.